# Seznam dílů seriálu Hranice nemožného
Toto je seznam dílů seriálu Hranice nemožného. Americký televizní seriál Hranice nemožného byl ve Spojených státech premiérově vysílán mezi lety 2008 a 2013.
Celkem vzniklo 100 dílů seskupených do 5 řad. V Česku byl seriál vysílán poprvé mezi lety 2010 a 2013 na stanicích Nova Cinema (1.–2. řada) a Nova Action (3.–5. řada).

## Přehled řad
| Řada | Díly | Premiéra v USA | Premiéra v USA  | Premiéra v ČR                     | Premiéra v ČR      |
| Řada | Díly | První díl      | Poslední díl    | První díl                         | Poslední díl       |
| ---- | ---- | -------------- | --------------- | --------------------------------- | ------------------ |
| 1    | 20   | 9. září 2008   | 12. května 2009 | 5. února 2010                     | 16. dubna 2010     |
| 2    | 23   | 17. září 2009  | 20. května 2010 | 10. prosince 2010 (9. dubna 2010) | 11. března 2011    |
| 3    | 22   | 23. září 2010  | 6. května 2011  | 17. prosince 2012                 | 27. května 2013    |
| 4    | 22   | 23. září 2011  | 11. května 2012 | 3. června 2013                    | 1. listopadu 2013  |
| 5    | 13   | 28. září 2012  | 18. ledna 2013  | 3. listopadu 2013                 | 19. listopadu 2013 |

## Seznam dílů

### První řada (2008–2009)
| Č. v seriálu | Č. v řadě | Původní název                       | Český název                            | Režie                 | Scénář                                                                | Premiéra v USA     | Premiéra v ČR   | Prod. kód | České řazení |
| ------------ | --------- | ----------------------------------- | -------------------------------------- | --------------------- | --------------------------------------------------------------------- | ------------------ | --------------- | --------- | ------------ |
| 1            | 1         | Pilot                               | Návrat šíleného vědce Útržky minulosti | Alex Graves           | J. J. Abrams, Alex Kurtzman a Roberto Orci                            | 9. září 2008       | 5. února 2010   | 276038    | I (1) I (2)  |
| 2            | 2         | The Same Old Story                  | Stará historie                         | Paul Edwards          | Jeff Pinkner, J. J. Abrams, Alex Kurtzman a Roberto Orci              | 16. září 2008      | 12. února 2010  | 3T7651    | I (3)        |
| 3            | 3         | The Ghost Network                   | Skrytá frekvence                       | Frederick E. O. Toye  | David H. Goodman a J. R. Orci                                         | 23. září 2008      | 12. února 2010  | 3T7652    | I (4)        |
| 4            | 4         | The Arrival                         | Příchod                                | Paul Edwards          | J. J. Abrams a Jeff Pinkner                                           | 30. září 2008      | 19. února 2010  | 3T7653    | I (5)        |
| 5            | 5         | Power Hungry                        | Pokusný objekt                         | Christopher Misiano   | Jason Cahill a Julia Cho                                              | 14. října 2008     | 19. února 2010  | 3T7654    | I (6)        |
| 6            | 6         | The Cure                            | Lék                                    | Bill Eagles           | Felicia D. Henderson a Brad Caleb Kane                                | 21. října 2008     | 26. února 2010  | 3T7655    | I (7)        |
| 7            | 7         | In Which We Meet Mr. Jones          | Poznáváme pana Jonese                  | Brad Anderson         | J. J. Abrams a Jeff Pinkner                                           | 11. listopadu 2008 | 26. února 2010  | 3T7656    | I (8)        |
| 8            | 8         | The Equation                        | Rovnice                                | Gwyneth Horder-Payton | J. R. Orci a David H. Goodman                                         | 18. listopadu 2008 | 5. března 2010  | 3T7657    | I (9)        |
| 9            | 9         | The Dreamscape                      | Krajina vzpomínek                      | Frederick E. O. Toye  | Zack Whedon a Julia Cho                                               | 25. listopadu 2008 | 5. března 2010  | 3T7658    | I (10)       |
| 10           | 10        | Safe                                | Bezpečnostní schránky                  | Michael Zinberg       | David H. Goodman a Jason Cahill                                       | 2. prosince 2008   | 12. března 2010 | 3T7659    | I (11)       |
| 11           | 11        | Bound                               | S pouty na rukou                       | Frederick E. O. Toye  | J. J. Abrams, Jeff Pinkner, Alex Kurtzman a Roberto Orci              | 20. ledna 2009     | 12. března 2010 | 3T7660    | I (12)       |
| 12           | 12        | The No-Brainer                      | Bezmozek                               | John Polson           | David H. Goodman a Brad Caleb Kane                                    | 27. ledna 2009     | 19. března 2010 | 3T7661    | I (13)       |
| 13           | 13        | The Transformation                  | Přeměna                                | Brad Anderson         | Zack Whedon a J. R. Orci                                              | 3. února 2009      | 19. března 2010 | 3T7662    | I (14)       |
| 14           | 14        | Ability                             | Schopnosti                             | Norberto Barba        | námět: Glen Whitman a Robert Chiappetta scénář: David H. Goodman      | 10. února 2009     | 26. března 2010 | 3T7663    | I (15)       |
| 15           | 15        | Inner Child                         | Dítě                                   | Frederick E. O. Toye  | Brad Caleb Kane a Julia Cho                                           | 7. dubna 2009      | 26. března 2010 | 3T7664    | I (16)       |
| 16           | 16        | Unleashed                           | Odpoutaný netvor                       | Brad Anderson         | Zack Whedon a J. R. Orci                                              | 14. dubna 2009     | 2. dubna 2010   | 3T7665    | I (17)       |
| 17           | 17        | Bad Dreams                          | Noční můry                             | Akiva Goldsman        | Akiva Goldsman                                                        | 21. dubna 2009     | 2. dubna 2010   | 3T7666    | I (18)       |
| 18           | 18        | Midnight                            | Půlnoc                                 | Bobby Roth            | J. H. Wyman a Andrew Kreisberg                                        | 28. dubna 2009     | 9. dubna 2010   | 3T7667    | I (19)       |
| 19           | 19        | The Road Not Taken                  | Nezvolená cesta                        | Frederick E. O. Toye  | námět: Akiva Goldsman scénář: Jeff Pinkner a J. R. Orci               | 5. května 2009     | 16. dubna 2010  | 3T7668    | I (21)       |
| 20           | 20        | There's More Than One of Everything | Všechno totiž existuje víckrát         | Brad Anderson         | námět: Akiva Goldsman a Bryan Burk scénář: Jeff Pinkner a J. H. Wyman | 12. května 2009    | 16. dubna 2010  | 3T7669    | I (22)       |

### Druhá řada (2009–2010)
| Č. v seriálu | Č. v řadě | Původní název                          | Český název                   | Režie                | Scénář | Premiéra v USA     | Premiéra v ČR     | Prod. kód | České řazení |
| ------------ | --------- | -------------------------------------- | ----------------------------- | -------------------- | --- | ------------------ | ----------------- | --------- | ------------ |
| 21           | 1         | A New Day in the Old Town              | Nový den ve starém městě      | Akiva Goldsman       | J. J. Abrams a Akiva Goldsman                                                                                   | 17. září 2009      | 10. prosince 2010 | 3X5101    | II (1)       |
| 22           | 2         | Night of Desirable Objects             | Noc vytoužených úlovků        | Brad Anderson        | Jeff Pinkner a J. H. Wyman                                                                                      | 24. září 2009      | 10. prosince 2010 | 3X5102    | II (2)       |
| 23           | 3         | Fracture                               | Tříštivý                      | Bryan Spicer         | David Wilcox | 1. října 2009      | 17. prosince 2010 | 3X5103    | II (3)       |
| 24           | 4         | Momentum Deferred                      | Opožděná setrvačnost          | Joe Chappelle        | Zack Stentz a Ashley Edward Miller                                                                              | 8. října 2009      | 17. prosince 2010 | 3X5104    | II (4)       |
| 25           | 5         | Dream Logic                            | Logika snů                    | Paul Edwards         | Josh Singer | 15. října 2009     | 24. prosince 2010 | 3X5105    | II (5)       |
| 26           | 6         | Earthling                              | Pozemšťan                     | Jon Cassar           | J. H. Wyman a Jeff Vlaming                                                                                      | 5. listopadu 2009  | 7. ledna 2011     | 3X5106    | II (6)       |
| 27           | 7         | Of Human Action                        | Svobodná vůle                 | Joe Chappelle        | Robert Chiappetta a Glen Whitman                                                                                | 12. listopadu 2009 | 7. ledna 2011     | 3X5107    | II (7)       |
| 28           | 8         | August                                 | Srpen                         | Dennis Smith         | J. H. Wyman a Jeff Pinkner                                                                                      | 19. listopadu 2009 | 14. ledna 2011    | 3X5108    | II (8)       |
| 29           | 9         | Snakehead                              | Červ                          | Paul Holahan         | David Wilcox | 3. prosince 2009   | 14. ledna 2011    | 3X5109    | II (9)       |
| 30           | 10        | Grey Matters                           | Záležitost mozku              | Jeannot Szwarc       | Ashley Edward Miller a Zack Stentz                                                                              | 10. prosince 2009  | 21. ledna 2011    | 3X5110    | II (10)      |
| 31           | 11        | Unearthed                              | Zmrtvýchvstání                | Frederick E. O. Toye | David H. Goodman a Andrew Kreisberg                                                                             | 11. ledna 2010     | 9. dubna 2010     | 3T7670    | I (20)       |
| 32           | 12        | Johari Window                          | Johariho okno                 | Joe Chappelle        | Josh Singer | 14. ledna 2010     | 21. ledna 2011    | 3X5111    | II (11)      |
| 33           | 13        | What Lies Below                        | Pod povrchem                  | Deran Sarafian       | Jeff Vlaming | 21. ledna 2010     | 28. ledna 2011    | 3X5112    | II (12)      |
| 34           | 14        | The Bishop Revival                     | Mořský koník                  | Adam Davidson        | Glen Whitman a Robert Chiappetta                                                                                | 28. ledna 2010     | 28. ledna 2011    | 3X5113    | II (13)      |
| 35           | 15        | Jacksonville                           | Jacksonville                  | Charles Beeson       | Ashley Edward Miller a Zack Stentz                                                                              | 4. února 2010      | 4. února 2011     | 3X5114    | II (14)      |
| 36           | 16        | Peter                                  | Peter                         | David Straiton       | námět: J. H. Wyman, Jeff Pinkner, Akiva Goldsman a Josh Singer scénář: Jeff Pinkner a J. H. Wyman a Josh Singer | 1. dubna 2010      | 4. února 2011     | 3X5115    | II (15)      |
| 37           | 17        | Olivia. In the Lab. With the Revolver. | Olivie v laborce s revolverem | Brad Anderson        | Matthew Pitts                                                                                                   | 8. dubna 2010      | 11. února 2011    | 3X5116    | II (16)      |
| 38           | 18        | White Tulip                            | Bílý tulipán                  | Thomas Yatsko        | J. H. Wyman a Jeff Vlaming                                                                                      | 15. dubna 2010     | 11. února 2011    | 3X5117    | II (17)      |
| 39           | 19        | The Man from the Other Side            | Muž z druhé strany            | Jeffrey Hunt         | Josh Singer a Ethan Gross                                                                                       | 22. dubna 2010     | 18. února 2011    | 3X5118    | II (18)      |
| 40           | 20        | Brown Betty                            | Hnědá Betty                   | Seith Mann           | Jeff Pinkner a J. H. Wyman a Akiva Goldsman                                                                     | 29. dubna 2010     | 18. února 2011    | 3X5119    | II (19)      |
| 41           | 21        | Northwest Passage                      | Peterova cesta                | Joe Chappelle        | Ashley Edward Miller, Zack Stentz, Nora Zuckerman a Lilla Zuckerman                                             | 6. května 2010     | 25. února 2011    | 3X5120    | II (20)      |
| 42           | 22        | Over There (Part 1)                    | Na druhé straně (1. část)     | Akiva Goldsman       | J. H. Wyman, Jeff Pinkner a Akiva Goldsman                                                                      | 13. května 2010    | 4. března 2011    | 3X5121    | II (21)      |
| 43           | 23        | Over There (Part 2)                    | Na druhé straně (2. část)     | Akiva Goldsman       | Jeff Pinkner, J. H. Wyman a Akiva Goldsman                                                                      | 20. května 2010    | 11. března 2011   | 3X5122    | II (22)      |

### Třetí řada (2010–2011)
| Č. v seriálu | Č. v řadě | Původní název                             | Český název                         | Režie                | Scénář                                                                               | Premiéra v USA     | Premiéra v ČR     | Prod. kód |
| ------------ | --------- | ----------------------------------------- | ----------------------------------- | -------------------- | ------------------------------------------------------------------------------------ | ------------------ | ----------------- | --------- |
| 44           | 1         | Olivia                                    | Olivie                              | Joe Chappelle        | J. H. Wyman a Jeff Pinkner                                                           | 23. září 2010      | 17. prosince 2012 | 3X6101    |
| 45           | 2         | The Box                                   | Kufřík                              | Jeffrey Hunt         | Josh Singer a Graham Roland                                                          | 30. září 2010      | 7. ledna 2013     | 3X6102    |
| 46           | 3         | The Plateau                               | Stabilizace                         | Brad Anderson        | Alison Schapker a Monica Owusu-Breen                                                 | 7. října 2010      | 14. ledna 2013    | 3X6103    |
| 47           | 4         | Do Shapeshifters Dream of Electric Sheep? | Počítají měňavci elektrické ovečky? | Ken Fink             | David Wilcox a Matthew Pitts                                                         | 14. října 2010     | 21. ledna 2013    | 3X6104    |
| 48           | 5         | Amber 31422                               | Jantar                              | David Straiton       | Josh Singer a Ethan Gross                                                            | 4. listopadu 2010  | 28. ledna 2013    | 3X6105    |
| 49           | 6         | 6955 kHz                                  | 6955 kHz                            | Joe Chappelle        | Robert Chiappetta a Glen Whitman                                                     | 11. listopadu 2010 | 4. února 2013     | 3X6106    |
| 50           | 7         | The Abducted                              | Únos                                | Chuck Russell        | David Wilcox a Graham Roland                                                         | 18. listopadu 2010 | 11. února 2013    | 3X6107    |
| 51           | 8         | Entrada                                   | Vchod                               | Brad Anderson        | Jeff Pinkner a J. H. Wyman                                                           | 2. prosince 2010   | 18. února 2013    | 3X6108    |
| 52           | 9         | Marionette                                | Marioneta                           | Joe Chappelle        | Monica Owusu-Breen a Alison Schapker                                                 | 9. prosince 2010   | 25. února 2013    | 3X6109    |
| 53           | 10        | The Firefly                               | Světluška                           | Charles Beeson       | J. H. Wyman a Jeff Pinkner                                                           | 21. ledna 2011     | 4. března 2013    | 3X6110    |
| 54           | 11        | Reciprocity                               | Reciprocita                         | Jeannot Szwarc       | Josh Singer                                                                          | 28. ledna 2011     | 11. března 2013   | 3X6111    |
| 55           | 12        | Concentrate and Ask Again                 | Soustřeď se a zeptej se znovu       | Dennis Smith         | Graham Roland a Matthew Pitts                                                        | 4. února 2011      | 18. března 2013   | 3X6112    |
| 56           | 13        | Immortality                               | Nesmrtelnost                        | Brad Anderson        | David Wilcox a Ethan Gross                                                           | 11. února 2011     | 25. března 2013   | 3X6113    |
| 57           | 14        | 6B                                        | Byt 6B                              | Thomas Yatsko        | Glen Whitman a Robert Chiappetta                                                     | 18. února 2011     | 1. dubna 2013     | 3X6114    |
| 58           | 15        | Subject 13                                | Subjekt 13                          | Frederick E. O. Toye | Jeff Pinkner a J. H. Wyman a Akiva Goldsman                                          | 25. února 2011     | 8. dubna 2013     | 3X6115    |
| 59           | 16        | Os                                        | Osmium                              | Brad Anderson        | Josh Singer a Graham Roland                                                          | 11. března 2011    | 15. dubna 2013    | 3X6116    |
| 60           | 17        | Stowaway                                  | Černý pasažér                       | Charles Beeson       | námět: J. H. Wyman, Jeff Pinkner a Akiva Goldsman scénář: Danielle Dispaltro         | 18. března 2011    | 22. dubna 2013    | 3X6117    |
| 61           | 18        | Bloodline                                 | Pokrevní linie                      | Dennis Smith         | Alison Schapker a Monica Owusu-Breen                                                 | 25. března 2011    | 29. dubna 2013    | 3X6118    |
| 62           | 19        | Lysergic Acid Diethylamide                | Diethylamid kyseliny lysergové      | Joe Chappelle        | námět: Jeff Pinkner, J. H. Wyman a Akiva Goldsman scénář: J. H. Wyman a Jeff Pinkner | 15. dubna 2011     | 6. května 2013    | 3X6119    |
| 63           | 20        | 6:02 AM EST                               | 6:02                                | Jeannot Szwarc       | David Wilcox a Josh Singer a Graham Roland                                           | 22. dubna 2011     | 13. května 2013   | 3X6120    |
| 64           | 21        | The Last Sam Weiss                        | Poslední Sam Weiss                  | Thomas Yatsko        | Monica Owusu-Breen a Alison Schapker                                                 | 29. dubna 2011     | 20. května 2013   | 3X6121    |
| 65           | 22        | The Day We Died                           | Den, kdy jsme zemřeli               | Joe Chappelle        | námět: Akiva Goldsman, J. H. Wyman a Jeff Pinkner scénář: Jeff Pinkner a J. H. Wyman | 6. května 2011     | 27. května 2013   | 3X6122    |

### Čtvrtá řada (2011–2012)
| Č. v seriálu | Č. v řadě | Původní název                   | Český název                   | Režie                | Scénář                                                                               | Premiéra v USA     | Premiéra v ČR     | Prod. kód |
| ------------ | --------- | ------------------------------- | ----------------------------- | -------------------- | ------------------------------------------------------------------------------------ | ------------------ | ----------------- | --------- |
| 66           | 1         | Neither Here Nor There          | Ani tady, ani tam             | Joe Chappelle        | námět: Jeff Pinkner, J. H. Wyman a Akiva Goldsman scénář: J. H. Wyman a Jeff Pinkner | 23. září 2011      | 3. června 2013    | 3X7001    |
| 67           | 2         | One Night in October            | Jednoho říjnového večera      | Brad Anderson        | Alison Schapker a Monica Owusu-Breen                                                 | 30. září 2011      | 10. června 2013   | 3X7002    |
| 68           | 3         | Alone in the World              | Osamění                       | Miguel Sapochnik     | David Fury                                                                           | 7. října 2011      | 17. června 2013   | 3X7003    |
| 69           | 4         | Subject 9                       | Subjekt 9                     | Joe Chappelle        | Jeff Pinkner a J. H. Wyman a Akiva Goldsman                                          | 14. října 2011     | 24. června 2013   | 3X7004    |
| 70           | 5         | Novation                        | Obnovení                      | Paul Holahan         | J. R. Orci a Graham Roland                                                           | 4. listopadu 2011  | 1. července 2013  | 3X7005    |
| 71           | 6         | And Those We've Left Behind     | Ti, které jsme opustili       | Brad Anderson        | Robert Chiappetta a Glen Whitman                                                     | 11. listopadu 2011 | 8. července 2013  | 3X7006    |
| 72           | 7         | Wallflower                      | Neviditelný                   | Anthony Hemingway    | Matthew Pitts a Justin Doble                                                         | 18. listopadu 2011 | 15. července 2013 | 3X7007    |
| 73           | 8         | Back to Where You've Never Been | Zpět tam, kde jsi nikdy nebyl | Jeannot Szwarc       | David Fury a Graham Roland                                                           | 13. ledna 2012     | 22. července 2013 | 3X7008    |
| 74           | 9         | Enemy of My Enemy               | Nepřítel mého nepřítele       | Joe Chappelle        | Monica Owusu-Breen a Alison Schapker                                                 | 20. ledna 2012     | 29. července 2013 | 3X7009    |
| 75           | 10        | Forced Perspective              | Úhel pohledu                  | David Solomon        | Ethan Gross                                                                          | 27. ledna 2012     | 5. srpna 2013     | 3X7010    |
| 76           | 11        | Making Angels                   | Úděl andělů                   | Charles Beeson       | Akiva Goldsman a J. H. Wyman a Jeff Pinkner                                          | 3. února 2012      | 12. srpna 2013    | 3X7011    |
| 77           | 12        | Welcome to Westfield            | Vítejte ve Westfieldu         | David Straiton       | J. R. Orci a Graham Roland                                                           | 10. února 2012     | 26. srpna 2013    | 3X7012    |
| 78           | 13        | A Better Human Being            | Lepší lidská bytost           | Joe Chappelle        | námět: Glen Whitman a Robert Chiappetta scénář: Alison Schapker a Monica Owusu-Breen | 17. února 2012     | 22. října 2013    | 3X7013    |
| 79           | 14        | The End of All Things           | Konec světa                   | Jeff Hunt            | David Fury                                                                           | 24. února 2012     | 23. října 2013    | 3X7014    |
| 80           | 15        | A Short Story About Love        | Povídka o lásce               | J. H. Wyman          | J. H. Wyman a Graham Roland                                                          | 23. března 2012    | 24. října 2013    | 3X7015    |
| 81           | 16        | Nothing As It Seems             | Nic není jak se zdá           | Frederick E. O. Toye | Jeff Pinkner a Akiva Goldsman                                                        | 30. března 2012    | 25. října 2013    | 3X7016    |
| 82           | 17        | Everything in Its Right Place   | Vše je tak, jak má být        | David Moxness        | námět: J. R. Orci a Matthew Pitts scénář: David Fury a J. R. Orci                    | 6. dubna 2012      | 27. října 2013    | 3X7017    |
| 83           | 18        | The Consultant                  | Poradce                       | Jeannot Szwarc       | Christine Lavaf                                                                      | 13. dubna 2012     | 28. října 2013    | 3X7018    |
| 84           | 19        | Letters of Transit              | Cestovní povolení             | Joe Chappelle        | Akiva Goldsman a J. H. Wyman a Jeff Pinkner                                          | 20. dubna 2012     | 29. října 2013    | 3X7019    |
| 85           | 20        | Worlds Apart                    | Rozpojení                     | Charles Beeson       | námět: Graham Roland scénář: Matthew Pitts a Nicole Phillips                         | 27. dubna 2012     | 30. října 2013    | 3X7020    |
| 86           | 21        | Brave New World (Part 1)        | Nový řád (1. část)            | Joe Chappelle        | J. H. Wyman, Jeff Pinkner a Akiva Goldsman                                           | 4. května 2012     | 31. října 2013    | 3X7021    |
| 87           | 22        | Brave New World (Part 2)        | Nový řád (2. část)            | Joe Chappelle        | Jeff Pinkner, J. H. Wyman a Akiva Goldsman                                           | 11. května 2012    | 1. listopadu 2013 | 3X7022    |

### Pátá řada (2012–2013)
| Č. v seriálu | Č. v řadě | Původní název                                         | Český název                         | Režie                             | Scénář                   | Premiéra v USA     | Premiéra v ČR      | Prod. kód |
| ------------ | --------- | ----------------------------------------------------- | ----------------------------------- | --------------------------------- | ------------------------ | ------------------ | ------------------ | --------- |
| 88           | 1         | Transilience Thought Unifier Model-11                 | Přenosový slučovač myšlenek vzor 11 | Jeannot Szwarc a Miguel Sapochnik | J. H. Wyman              | 28. září 2012      | 3. listopadu 2013  | 3X7501    |
| 89           | 2         | In Absentia                                           | V zastoupení                        | Jeannot Szwarc                    | J. H. Wyman a David Fury | 5. října 2012      | 4. listopadu 2013  | 3X7502    |
| 90           | 3         | The Recordist                                         | Kronikář                            | Jeff T. Thomas                    | Graham Roland            | 12. října 2012     | 5. listopadu 2013  | 3X7503    |
| 91           | 4         | The Bullet That Saved the World                       | Střela, která zachránila svět       | David Straiton                    | Alison Schapker          | 26. října 2012     | 6. listopadu 2013  | 3X7504    |
| 92           | 5         | An Origin Story                                       | Vzdoruj                             | P. J. Pesce                       | J. H. Wyman              | 2. listopadu 2012  | 8. listopadu 2013  | 3X7505    |
| 93           | 6         | Through the Looking Glass and What Walter Found There | Za zrcadlem a co tam Walter našel   | Jon Cassar                        | David Fury               | 9. listopadu 2012  | 10. listopadu 2013 | 3X7506    |
| 94           | 7         | Five-Twenty-Ten                                       | Pět dvacet deset                    | Eagle Egilsson                    | Graham Roland            | 16. listopadu 2012 | 12. listopadu 2013 | 3X7507    |
| 95           | 8         | The Human Kind                                        | Lidský druh                         | Dennis Smith                      | Alison Schapker          | 7. prosince 2012   | 13. listopadu 2013 | 3X7508    |
| 96           | 9         | Black Blotter                                         | Černý Blotter                       | Tommy Gormley                     | Kristin Cantrell         | 14. prosince 2012  | 14. listopadu 2013 | 3X7509    |
| 97           | 10        | Anomaly XB-6783746                                    | Anomálie XB-6783746                 | Jeffrey Hunt                      | David Fury               | 21. prosince 2012  | 15. listopadu 2013 | 3X7510    |
| 98           | 11        | The Boy Must Live                                     | Chlapec musí žít                    | Paul Holahan                      | Graham Roland            | 11. ledna 2013     | 17. listopadu 2013 | 3X7511    |
| 99           | 12        | Liberty                                               | Svoboda                             | P. J. Pesce                       | Alison Schapker          | 18. ledna 2013     | 18. listopadu 2013 | 3X7512    |
| 100          | 13        | An Enemy of Fate                                      | Vzdor osudu                         | J. H. Wyman                       | J. H. Wyman              | 18. ledna 2013     | 19. listopadu 2013 | 3X7513    |